# Cima d’Asta
Cima d’Asta – szczyt w Alpach Fleimstalskich, w Alpach Wschodnich. Leży w regionie Trydent-Górna Adyga, w północnych Włoszech. To najwyższy szczyt Alp Fleimstalskich. U stóp szczytu leży jezioro Lago di Cima d’Asta. Znajduje się na północny zachód od miejscowości Borgo Valsugana.
Pierwszego wejścia (w 1906 roku) dokonał Pompeo Tomaselli.